# 絕殺 (體育)
絕殺是一項體育術語，意即在一些限時球類項目如足球、籃球、欖球等，在比賽最後階段才得分，令球隊反勝對方。

## 足球
足球的絕殺 (英文：last-minute goal)一般是指在比賽最後階段，大多指補時階段中戰和時其中一方取得入球而得勝。很多時候在比賽末段仍然落後一球的球隊，會依靠死球機會，靠守門員參與進攻，因為他們的身材高大，對於接應高空球有優勢，從而增加「絕平」機會。而由於在比賽末段，落後的一方一般會認為「輸一球和輸兩球」沒有分別，所以這情況只會出現在聯賽、一場制盃賽或兩回合盃賽的次回合，而不會在首回合出現 (因為兩回合制的盃賽是計算累積得分)。

### 經典例子
- 1988/89年度英格蘭甲組聯賽最後一輪，利物浦對阿仙奴，賽前榜首的利物浦領先第二位的阿仙奴三分，兼有四球得失球差的優勢，所以利物浦就算小輸一球，仍可以較佳的得失球差壓倒阿仙奴取得聯賽冠軍。阿仙奴在下半場早段攻入一球領先1-0，至補時一分鐘，阿仙奴球員湯馬士攻入第二球，最終阿仙奴以2-0勝出。湯馬士的補時階段入球令阿仙奴追至與利物浦同分兼得失球差相同，而阿仙奴以較多入球反先利物浦，取得當屆聯賽冠軍。
- 1999年歐洲冠軍聯賽決賽，曼聯對拜仁慕尼黑，曼聯的索爾斯克亞在補時最後一分鐘一記凌空抽射攻入拜仁慕尼黑大門，令曼聯以2-1反勝拜仁，奪得該屆歐洲冠軍聯軍冠軍。
- 2000年歐洲足球錦標賽決賽法國對意大利，本來落後0-1的法國在補時最後一分鐘，前鋒韋托特殺入禁區，一腳抽射擦著草皮飛向遠角破網，這個最後時刻的入球讓法國隊起死回生。在隨後的加時賽上，士氣高漲的法國隊再由查斯古特攻入決定勝負一球，以2-1反勝意大利捧杯。
- 2005/06球季英格蘭足總盃決賽 - 利物浦對韋斯咸，謝拉特在法定時間90分鐘完結後，進入補時在禁區外以右腳腳面拉弓破網，令守門員鞭長莫及。這個入球助利物浦絕殺追成3:3平手，將比較拖入互射十二碼階段，並最終勝出。
- 2006年世界杯1/8决赛意大利队89分钟由托蒂罚入点球1:0淘汰澳大利亚。
- 2010年世界盃足球賽，美國憑在球賽最後一刻(90+1')的進球取得出線十六強的資格。
- 2012年5月13日, 曼城當季英格蘭超級聯賽最後一輪比賽，憑沙治奧·阿古路在補時階段的入球助球隊反勝昆士柏流浪, 並取得當季英格蘭超級聯賽冠軍。
- 2014年6月16日2014年世界杯足球赛，瑞士在下半場傷停時間最後30秒反攻厄瓜多，以2:1贏下比賽。
- 2016/17球季歐洲冠軍聯賽1/8决赛次回合，巴塞隆拿的尼馬分別於第88和91分鐘，以一記自由球和一粒十二碼為巴塞梅開二度，並於補時的第95分鐘助攻羅貝托絕殺巴黎聖日耳門，巴塞奇跡地以全場6-1，總比數6-5的比數反超巴黎挺進8強。
- 2017年4月23日，西甲聯賽第33輪巴塞隆納作客皇家馬德里的國家打吡兼榜首大戰，球王美斯於下半場補時階段最後20秒梅開二度，以3-2絕殺皇馬，令巴塞壓過皇馬升上榜首。
- 2018/19球季歐洲冠軍聯賽1/8决赛次回合，曼聯對巴黎聖日耳門，第90分鐘時巴黎後衛在禁區內犯手球，拉舒福特操刀，在補時第4分鐘射破保方，3-1戲劇性絕殺巴黎，總比數3-3平手，曼聯憑作客入球優惠逆轉巴黎晉身8強。
- 2018/19球季歐洲冠軍聯賽準决赛次回合，熱刺對阿積士,在補時階段尾段盧卡斯·莫拉建攻,3:2戲劇性絕殺阿積士，總比數3-3平手，熱刺憑作客入球優惠逆轉阿積士晉身決賽。

## 籃球
籃球的絕殺是指二两队比赛过程最后阶段，一队在落后或者平分的情况下，該队球员投进制胜球，并凭借此球战胜对手且對手沒有反擊機會，那么该球即为绝杀。如果對手仍有反擊機會但錯失，那麼該球則被稱為準絕殺。
更具體的例子是指第四節最後關頭的壓哨球 (Game Winner Buzzer-beater)，進攻球隊在落後1分或比分相同時得分，便構成絕殺。而落後2分時取得兩分或落後3分時取得三分，將比賽帶至加時，亦是絕殺的一種。更罕見的是在落後四分時外圍投射被犯規兼且得分，便可獲得額外罰球機會而追平。

### 例子
- 2009年5月23日NBA季后赛东部决赛第二场，克里夫兰骑士在终场前1秒钟时尚以93:95落后奥兰多魔术2分。界外发球后勒布朗·詹姆士接球就投，三分球命中，骑士就以96:95绝杀魔术。

- 2015年5月10日NBA季后赛第二轮东部半决赛第三场，克里夫兰骑士对阵芝加哥公牛队，最后1秒，双方96:96打平，暂停回来后，德瑞克·羅斯運球在中間偏右的地置投球命中，壓哨絕殺，幫助公牛隊以99:96贏球，系列賽領先2:1。

- 2018年1月20日SBL例行賽金門酒廠對臺北達欣，金酒在終場前5秒鐘尚以73:74落後達欣1分，達欣林宜輝在金酒球員欲採犯規戰術時出手3分球未投進，反被金酒邱金龍撿到籃板球後直接往前場一甩，球應聲入網，金酒就此以76:74絕殺達欣。

- 2019年4月24日NBA季後賽第一圈，拓荒者主場對雷霆領先3:1，在最後關頭雙方仍戰成平手，拓荒者當家球星達米安·里拉德在三分線外超遠位置突然起手命中，以118：115絕殺並終結此系列賽。

- 2019年5月12日NBA季後賽第二圈Game 7，暴龍主場對76人，暴龍憑球星科懷·雷納德最後關頭兩分跳投命中，成功絕殺晉級。此球更被評為2019賽季最精彩的瞬間，最終科懷亦帶領暴龍贏得當屆NBA總冠軍。